# Юрок (язык)
Язык юрок, или вейцпекан (Yurok, Weitspekan) — исчезающий язык алгской семьи. Традиционно был распространён у племени юрок в округе Гумбольдт, Калифорния. По состоянию на 2000 год количество носителей составляло 279 человек, из которых всего 10 плохо владели английским.
Стандартную грамматику языка юрок составил Робинс (Robins, 1958).
Сейчас язык восстанавливают, его учат в местных школах

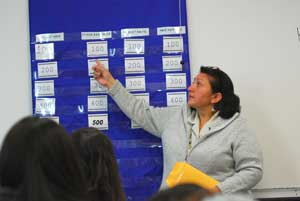
Инструктор преподающий язык юрок

## Название
По поводу происхождения слов «Юрок» и «Вейцпекан» Кэмпбелл пишет следующее (Campbell, 1997):
Название племени Yurok происходит от слова yúruk на языке карук, что буквально значит "вниз по реке". Само племя юрок традиционно называет себя Puliklah (Hinton 1994:157), от pulik "вниз по течению" + -la "люди ...", что аналогично по значению термину, которым их называет племя карук, и под которым они стали известны в английском языке (Victor Golla, personal communication)." (Campbell 1997:401, notes #131 & 132)
...Вийоты (ранее именуемые вишоск) проживали в области Залива Гумбольдта, в области произрастания красного дерева; последний носитель языка умер в 1962 г. (Teeter 1964b).  Многие учёные отмечали, что хотя языки вийот и юрок соседствуют в Калифорнии, их родство друг с другом - не ближе, чем с другими алгонкинскими языками..." (Campbell 1997:152).

## Фонология

### Гласные
|                | Передний ряд | Средний ряд | Задний ряд |
| -------------- | ------------ | ----------- | ---------- |
| Верхний подъём | i iː         |             | u uː       |
| Средний подъём | e            | ɚ ɚː        | o oː       |
| Нижний подъём  |              | a aː        |            |

### Согласные
|                   |             | Bilabial | Alveolar | Retroflex | Postalveolar or palatal | Velar | Velar | Glottal |
| Unrounded         | Rounded     | Bilabial | Alveolar | Retroflex | Postalveolar or palatal |       |       | Glottal |
| ----------------- | ----------- | -------- | -------- | --------- | ----------------------- | ----- | ----- | ------- |
| Stop or affricate | Plain       | p        | t        |           | tʃ                      | k     | kʷ    | ʔ       |
| Stop or affricate | Glottalized | pʼ       | tʼ       |           | tʃʼ                     | kʼ    | kʼʷ   |         |
| Fricative         | Central     |          |          | ʂ         | ʃ                       | x     |       | h       |
| Fricative         | Lateral     |          | ɬ        |           |                         |       |       |         |
| Nasal             | Plain       | m        | n        |           |                         |       |       |         |
| Nasal             | Glottalized | ʼm       | ʼn       |           |                         |       |       |         |
| Approximant       | Plain       |          | l        | ɻ         | j                       | ɰ     | w     |         |
| Approximant       | Glottalized |          | ʼl       | ʼɻ        | ʼj                      | ʼɰ    | ʼw    |         |

Глоттализованные смычные /ʼl ʼɻ ʼj ʼɰ ʼw/ могут быть реализованы как произношение предыдущего согласного или гортанной смычки скрипучим голосом. Нередко они произносятся как глухие согласные, если находятся в конце слова.